# Gerard van der Lem
Gerard van der Lem (Amsterdam, 15 novembre 1952) è un allenatore di calcio ed ex calciatore olandese, di ruolo attaccante.

## Carriera

### Giocatore
A livello di calcio giocato ha sempre preso parte al campionato olandese.

## Palmarès

### Giocatore

#### Competizioni nazionali
- Coppa dei Paesi Bassi: 1

Feyenoord: 1979-80